# Каспарссон, Марья
Марья Каспарссон (швед. Marja (Marja) Casparsson; 1901—1993) — шведская художница.

## Биография
Родилась 11 июля 1901 года и выросла на вилле Snäckan в городе Сальтшёбаден коммуны Накка. Её отец Эдвард Каспарссон (Edvard Casparsson, 1856—1923) был хорошим другом известных художников Андерса Цорна и Эрнста Юсефсона; её мать Анна Каспарссон была пианисткой и художницей. В семье, кроме Марьи, было ещё трое детей.
После окончания в 1919 году школы, Марья подумывала стать архитектором, вдохновленная своей старшей сестрой Ингой, которая была одной из первых женщин-инженеров в Швеции. Марья начала учиться в Королевском технологическом институте, но поняв, что хочет стать художницей, через год оставила институт. Продолжила образование в художественной школе Эдварда Берггрена (1920—1921 годы), художественной школе Карла Вильгельмсона (1921—1922 годы) и в Королевской академии свободных искусств, по окончании которой была награждена медалью.

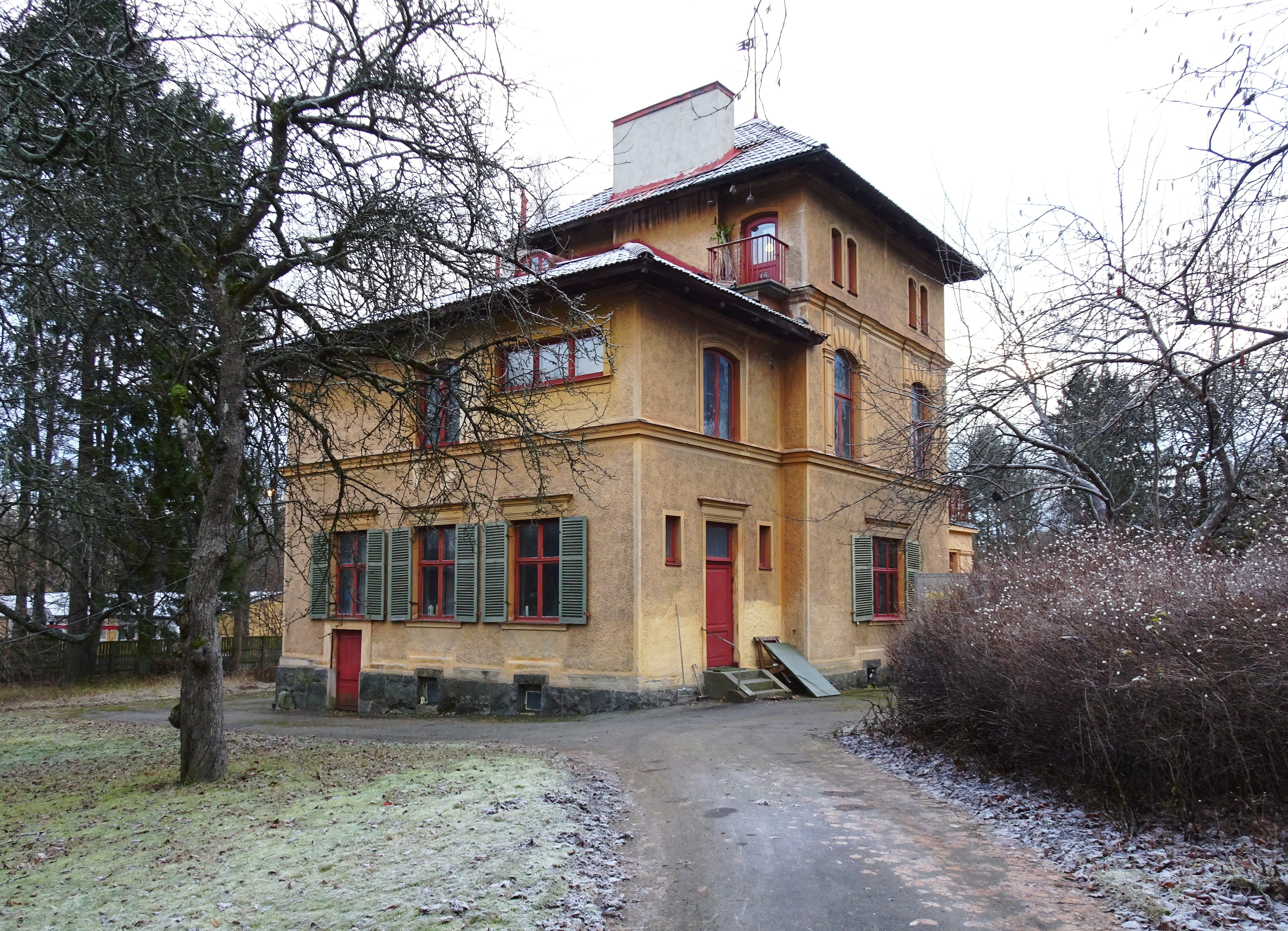
Вилла Snäckan в 2015 году

На вилле матери в Сальтшёбадене Марья устроила одну студию, на летнем курорте Marstrandslyckan на небольшом озере Vån в южной части Остергётланда она обустроила вторую студию рядом с друзьями-художниками Лео и Мэри-Энн Верде.
Вместе с семьей она совершила поездки в Италию, Францию, Германию, Австрию и Нидерланды. Работала она маслом и акварелью, писала пейзажи, интерьеры и портреты. Создала акварельные иллюстрации для книг норвежских писателей-сказочников Петера Асбьёрнсена и Йоргена Му, которые, однако, так и не были опубликованы.
Марья Каспарссон провела персональную выставку в Стокгольме в помещении Konstnärshuset, принадлежащего Шведской ассоциации художников, в 1936 году и в Художественном музее Норрчёпинга в 1938 году; также участвовала и коллективных выставках. Работы художницы представлена в Национальном музее Швеции, Музее современного искусства, Королевской академии свободных искусств, в Музее округа Эстергётланд и в художественной коллекции Vår Gård в Сальтшёбадене. В коллекции шведской Национальной портретной галереи в замке Грипсхольм имеется, среди других, портрет матери, который был включен в число портретов, выставленных в Национальной галерее искусств в Вашингтоне в 1988 году («Шедевры из замка Грипсхольм»).
Умерла 24 августа 1993 года в Стокгольме.
В 2007 году была организована мемориальная выставка в Saltsjöateljén (мастерская художника Исаака Грюневальда на вилле Grünewaldvillan), а летом 2013 года была организована в Nacka konsthall выставка работ Марьи и её матери Анны.